# Anastassija Sergejewna Pawljutschenkowa
Anastassija Sergejewna Pawljutschenkowa (russisch Анастаси́я Серге́евна Павлюче́нкова, englische Transkription Anastasia Sergeyevna Pavlyuchenkova; * 3. Juli 1991 in Samara, damals Russische SFSR, Sowjetunion) ist eine russische Tennisspielerin.

## Karriere
Pawljutschenkowa wurde im Alter von sechs Jahren von ihrer sportlichen Familie (der Vater gehörte zur nationalen Spitzenklasse im Kanusport, die Mutter war Schwimmerin) an den Tennissport herangeführt. Ihre Großmutter war sowjetische Nationalspielerin im Basketball, ihr Großvater war im gleichen Sport als Schiedsrichter auf internationalem Niveau tätig. Daneben hat sie einen älteren Bruder Alexander Pawljutschenkow, der ebenfalls Profispieler ist. In der Weltrangliste der WTA im Einzel erreichte sie im November 2021 ihre höchste Position, den 12. Platz, diesen hatte sie auch im Oktober 2021 inne. Im Doppel stand sie im September 2013 am höchsten, auf dem 21. Platz.

### Juniorinnen-Laufbahn: 2006 bis 2008
Bereits als Juniorin hatte Pawljutschenkowa große Erfolge vorzuweisen und erreichte im Juni 2006 die Führungsposition der Junioren-Tennisweltrangliste. 2006 gewann sie sowohl die Juniorinnenkonkurrenz der Australian Open, bei denen sie sich im Endspiel gegen Caroline Wozniacki durchsetzte, sowie den Nachwuchswettbewerb der US Open nach einem Finalerfolg über Tamira Paszek. Im Jahr darauf verteidigte sie ihren Titel in Melbourne im Endspiel gegen Madison Brengle und blieb im gesamten Turnierverlauf ohne Satzverlust.
Im Doppel ist sie gar fünffache Juniorinnen-Grand-Slam-Siegerin. 2006 siegte sie an der Seite von Sharon Fichman bei den Australian Open sowie den French Open, in Wimbledon triumphierte sie gemeinsam mit ihrer Landsfrau Alissa Kleibanowa. Im Jahr darauf wiederholte sie in London ihren Titel zusammen mit Urszula Radwańska. 2008 siegte sie dann nochmals bei den Australian Open mit Xenija Lykina.

### Frühe Jahre auf der WTA Tour: 2006 bis 2008
Bereits 2005 trat sie erstmals bei einem Turnier der ITF Women’s World Tennis Tour an und gewann 2006 ihren ersten Profititel. Im selben Jahr debütierte sie beim Kremlin Cup in Moskau im Hauptfeld eines WTA-Turniers, nachdem sie von den Veranstaltern eine Wildcard erhalten hatte, verlor dort jedoch zum Auftakt gegen Nicole Vaidišová. 2007 startete sie in Melbourne erstmals in der Qualifikation eines Grand-Slam-Turniers und schied in der Schlussrunde aus. von den Organisatoren von Wimbledon bekam sie aufgrund ihrer Erfolge im Juniorenbereich eine Wildcard für die Hauptrunde verliehen; in der ersten Runde konnte sie gegen Daniela Hantuchová allerdings nur ein Spiel gewinnen.
Anfang 2008 gewann Pawljutschenkowa ihren ersten zwei ITF-Titel der $25.000-Kategorie, bevor sie in Fès gegen Fatima El Allami ihren ersten Sieg in der Hauptrunde eines WTA-Turniers verbuchen konnte. Gemeinsam mit Sorana Cîrstea, gegen die sie in der zweiten Runde des Einzelwettbewerbs ausschied, konnte sie anschließend im Doppel ihren ersten WTA-Titel erringen. Bei den French Open, gelang ihr im Anschluss erstmals die erfolgreiche Qualifikation fürs Hauptfeld, in dem sie nach einem Auftakterfolg über Maria-Emilia Salerni auf Anhieb die zweite Runde erreichte, in der sie Flavia Pennetta unterlag. In Wimbledon rückte Pawljutschenkowa im Anschluss als Qualifikantin sogar erstmals in die dritte Runde eines Grand-Slam-Turniers vor, bevor sie von Agnieszka Radwańska gestoppt wurde. Sie beendete die Saison auf der ITF-Tour mit zwei Turniersiegen der $100.000-Kategorie in Folge in Poitiers und Bratislava und schloss die Saison damit erstmals in den Top 50 der Weltrangliste ab.

### Aufstieg in die Weltspitze: 2009 bis 2011
Ihren internationalen Durchbruch erlebte Pawljutschenkowa 2009 beim Premier Mandatory-Turnier in Indian Wells, wo sie ohne Satzverlust bis ins Halbfinale vorstieß und dabei mit Jelena Janković und Agnieszka Radwańska erstmals zwei Top-10-Spielerinnen schlug, ehe sie sich Ana Ivanović geschlagen geben musste. Im weiteren Jahresverlauf erzielte sie auch bei den French Open die dritte Runde und stand gegen Saisonende in Peking noch einmal im Viertelfinale eines großen Turniers, in dem sie Swetlana Kusnezowa unterlag, nachdem sie in der zweiten Runde Venus Williams besiegt hatte. 2010 erzielte Pawljutschenkowa zunächst in Dubai das Viertelfinale, bevor sie in Monterrey, nach Endspielsieg gegen Daniela Hantuchová, und danach in Istanbul durch einen Finalerfolg über Jelena Wesnina ihre ersten beiden WTA-Einzeltitel erringen konnte. Anschließend stieß sie in Cincinnati ins Halbfinale vor, in dem sie sich Marija Scharapowa in drei Sätzen geschlagen geben musste, und kam bei den US Open zum ersten Mal ins Achtelfinale, das sie gegen Francesca Schiavone verlor. Durch die Erfolge rückte Pawljutschenkowa im Ranking zwischenzeitlich bis in die Top 20 vor und qualifizierte sich für das Tournament of Champions auf Bali, wo sie nach einer glatten Niederlage gegen die spätere Siegerin Ana Ivanović in der ersten Runde ausschied.
Zum Auftakt der Saison 2011 erreichte sie in Brisbane das Halbfinale im Einzel und gewann anschließend gemeinsam mit Alissa Kleibanowa die Doppelkonkurrenz. Danach verteidigte sie im Endspiel gegen Jelena Janković ihren Titel in Monterrey und kam in Madrid nach einem Sieg über Samantha Stosur ins Viertelfinale, in dem sie an Julia Görges scheiterte. Anschließend rückte sie bei den French Open erstmals bei einem Grand-Slam-Turnier in die Runde der letzten Acht vor und erzielte dabei im Achtelfinale gegen die Weltranglistendritte Wera Swonarjowa ihren bis dahin größten Sieg. Im Viertelfinale musste sie sich dann abermals Francesca Schiavone geschlagen geben. Am 4. Juli erzielte Pawljutschenkowa mit Platz 13 ihre bis heute höchste Platzierung in der Weltrangliste. Bei den US Open stand sie dann zum zweiten Mal in einem Grand-Slam-Viertelfinale, wobei ihr im Achtelfinale die Revanche gegen die Italienerin gelang, bevor sie im darauffolgenden Match gegen Serena Williams verlor. Zum Ende der Saison erreichte sie in Peking erneut das Viertelfinale und schloss das Jahr erstmals unter den besten 20 der Welt ab.

### 2012 bis 2015
2012 fiel Pawljutschenkowa nach einem schwächeren Jahr mit insgesamt acht Erstrundenniederlagen aus den Top 30 im Ranking heraus. Ihr bestes Einzelresultat erreichte sie in Washington, wo sie im Endspiel gegen Magdaléna Rybáriková chancenlos unterlag. In Cincinnati errang sie gegen Caroline Wozniacki ihren einzigen Top-10-Erfolg des Jahres und kam bis ins Viertelfinale, das sie gegen Petra Kvitová verlor. Im Doppel konnte sie an der Seite von Lucie Šafářová in Charleston ihren ersten WTA-Doppeltitel bei einem Turnier der Premier-Kategorie feiern. Auch in den kommenden Jahren unterlagen Pawljutschenkowas Leistungen enormen Schwankungen, obgleich sie zwischen vielen frühen Niederlagen immer wieder mit starken Einzelergebnissen auf sich aufmerksam machte. Zum Saisonauftakt 2013 rückte sie in Brisbane ins Finale vor: Nachdem sie mit Petra Kvitová und Angelique Kerber zwei Top-10-Spielerinnen geschlagen hatte, war sie im Endspiel gegen Serena Williams jedoch ohne Chance. Danach dauerte es bis April, bevor Pawljutschenkowa binnen einen Monats in Monterrey, wo sie nach einem Finalsieg über Dominika Cibulková bereits zum dritten Mal triumphieren konnte, sowie in Oeiras nach Finalerfolg über Carla Suárez Navarro ihre nächsten beiden Einzeltitel gewann. In ihrem dritten Endspiel des Jahres in Seoul unterlag sie dann Agnieszka Radwańska und kam zum Saisonabschluss beim Kremlin Cup in Moskau noch einmal ins Halbfinale, in dem sie von der späteren Siegerin Simona Halep gestoppt wurde. dennoch gelang ihr zum zweiten Mal nach 2010 die Qualifikation für das Tournament of Champions in Sofia, in dem sie nach zwei Vorrundensiegen über Alizé Cornet und Elina Switolina sowie einer Niederlage gegen Halep ins Halbfinale einzog, das sie gegen Samantha Stosur in drei Sätzen verlor. Im Doppel rückte sie bei den Australian Open sowie French Open, jeweils mit Lucie Šafářová zusammen ins Viertelfinale vor und gewann in Madrid, ebenfalls an der Seite der Tschechin, ihren ersten Doppeltitel bei einem Turnier der Premier Mandatory-Kategorie. Zum Jahresende kletterte Pawljutschenkowa im WTA-Ranking daher bis auf Platz 21, ihrer bis heute höchsten Position in der Doppelweltrangliste, nach oben.
2014 gewann Pawljutschenkowa in Paris nach drei Top-10-Siegen in Folge gegen Angelique Kerber, Marija Scharapowa sowie im Finale über Sara Errani ihren ersten WTA-Einzeltitel der Premier-Kategorie. Danach folgte bis zum Jahresende eine längere Phase schwankender Leistungen, wobei sie in Madrid gegen Jelena Janković oder in Wuhan mit Ana Ivanović einzelne Erfolge gegen namhafte Gegnerinnen erringen konnte. Zum Abschluss der Saison gelang ihr dann beim Kremlin Cup in Moskau nach einem Endspielerfolg über Irina-Camelia Begu ihr erster Turniergewinn auf der WTA Tour vor heimischer Kulisse. Daneben erreichte sie in Wimbledon gemeinsam mit Lucie Šafářová ihr drittes Grand-Slam-Viertelfinale im Doppel. Nach einer schwachen ersten Saisonhälfte 2015, gelang es Pawljutschenkowa zum Jahresausklang erstmals, ihre Form über die Dauer mehrerer Wochen aufrechtzuerhalten. So rückte sie zunächst in Washington zum zweiten Mal nach 2012 wieder ins Endspiel vor, das sie aber gegen Sloane Stephens verlor. In Cincinnati sowie in Peking kam sie daraufhin ins Viertelfinale, in dem sie Simona Halep und Ana Ivanović unterlag und gewann schließlich in Linz mit einem Finalsieg über Anna-Lena Friedsam ihren achten WTA-Einzeltitel. Auch beim Kremlin Cup in Moskau stand sie die Woche darauf im Finale, konnte ihren Titel dort aber nach einer Niederlage gegen Swetlana Kusnezowa nicht verteidigen. Außerdem erreichte sie gemeinsam mit Alla Kudrjawzewa bei den US Open das Viertelfinale; damit stand sie bei allen vier Grand-Slam-Turnieren im Doppel in der Runde der letzten Acht.

### 2016 und 2017
2016 konnte Pawljutschenkowa jedoch zunächst nicht an die Konstanz der vergangenen Monate anknüpfen. Erst zur Jahresmitte spielte sie sich mit dem Einzug in ihr drittes Grand-Slam-Viertelfinale in Wimbledon, in dem sie von der späteren Siegerin Serena Williams gestoppt werden konnte, wieder in Form. Im Anschluss erreichte sie beim Rogers Cup in Montreal erstmals das Viertelfinale, das sie gegen Madison Keys verlor. Bei den Olympischen Spielen in Rio de Janeiro kam sie im Einzel nach einem Sieg gegen Magda Linette in die zweite Runde, unterlag dort jedoch Mónica Puig, die später die Goldmedaille gewann. Nach einer dritten Runde bei den US Open sowie einem weiteren Viertelfinale in Moskau, beendete sie zum vierten Mal in Folge die Saison in den Top 30 der Welt.
Zum Auftakt der Saison 2017 holte Pawljutschenkowa gemeinsam mit Tímea Babos in Sydney ihren fünften WTA-Titel im Doppel. Anschließend stand sie bei den Australian Open nach den French Open und US Open 2011 sowie Wimbledon 2016 in ihrem vierten Grand-Slam-Viertelfinale, das sie gegen Venus Williams verlor. In Indian Wells kam sie im Anschluss ins Viertelfinale, nachdem sie gegen Dominika Cibulková ihren insgesamt 25. Top-10-Erfolg hatte verbuchen können. Darauf folgte ihr bereits vierter Triumph beim Turnier in Monterrey. Im Finale dort gelang ihr gegen Angelique Kerber der erste Sieg gegen eine aktuelle Weltranglistenführende. Nach der Fed-Cup-Pause gewann sie in Rabat durch einen Endspielerfolg über Francesca Schiavone ihren zehnten WTA-Einzeltitel. In der zweiten Saisonhälfte erreichte sie dann nach zwei Erstrundenniederlagen in Wimbledon und bei den US Open in Tokio ihr drittes Saisonfinale, in dem sie aber an Caroline Wozniacki scheiterte. Den dritten Turniersieg der Saison konnte sie dann in Hongkong nach einem Finalsieg über Daria Gavrilova erringen und das Jahr erstmals seit 2011 wieder unter den besten 20 der Weltrangliste beenden. Durch ihre guten Resultate qualifizierte sie sich zum dritten Mal in ihrer Karriere für die WTA Elite Trophy in Zhuhai, wo sie nach einem Sieg über Angelique Kerber sowie einer Niederlage gegen Ashleigh Barty in der Gruppenphase ausschied.

### Seit 2018
2018 rutschte Pawljutschenkowa in der Weltrangliste wieder nach einer schwächeren Saison ab, in der sie mit dem Titelgewinn in Straßburg nach einem Finalerfolg über Dominika Cibulková sowie dem Einzug ins Viertelfinale von Wuhan lediglich zwei gute Ergebnisse aufweisen konnte. Im Doppel konnte sie mit Anastasija Sevastova zusammen in New York ihr fünftes Grand-Slam-Viertelfinale im Doppel erreichen. Im Jahr darauf gelang Pawljutschenkowa eben dieses auch im Einzel, als sie bei den Australian Open nach 2017 zum zweiten Mal in der Runde der letzten Acht stand und dort gegen Danielle Collins ausschied. Es folgte eine weitere durchwachsene Saison, in der sie erst in Osaka wieder in einem WTA-Finale stand, das sie jedoch gegen Naomi Ōsaka verlor. Auch zum Saisonabschluss in Moskau musste sie sich im Endspiel Belinda Bencic geschlagen geben. Trotz inkonstanter Leistungen, konnte sie zum zwölften Mal nacheinander eine Saison in den Top 50 im Ranking abschließen.
Bei den Australian Open 2020 wiederholte sie ihr Ergebnis aus dem Vorjahr und zog nach Erfolgen über Karolína Plíšková und Angelique Kerber in ihr fünftes Grand-Slam-Einzelviertelfinale ein, in dem sie Garbiñe Muguruza unterlag.
Bei den French Open 2021 erreichte sie das Finale, das sie gegen Barbora Krejčíková mit 1:6, 6:2 und 4:6 verlor.

### Fed Cup
2009 gab Pawljutschenkowa bei der 1:4-Halbfinalniederlage gegen Italien ihren Einstand für die russische Fed-Cup-Mannschaft. Seitdem hat sie für ihr Land 25 Begegnungen im Einzel und Doppel bestritten, von denen sie 14 gewinnen konnte (Einzelbilanz 9:9) und stand zweimal im Finale. Im Endspiel des Fed-Cup 2011 gegen das Team aus Tschechien gewann sie zwar ihre Einzelpartie gegen Lucie Šafářová, dennoch musste sich Russland den Tschechinnen am Ende mit 2:3 geschlagen geben. Beim erneuten Aufeinandertreffen beider Teams im Finale des Fed-Cup 2015, das das tschechische Team ebenfalls mit 3:2 für sich entscheiden konnte, verlor sie jeweils beide Einzel gegen Šafářová sowie Karolína Plíšková und unterlag im Anschluss auch im Doppel an der Seite von Jelena Wesnina gegen Plíšková und Barbora Strýcová.

## Turniersiege

### Einzel
| Nr. | Datum            | Turnier   | Kategorie         | Belag             | Finalgegnerin        | Ergebnis         |
| --- | ---------------- | --------- | ----------------- | ----------------- | -------------------- | ---------------- |
| 1.  | 7. März 2010     | Monterrey | WTA International | Hartplatz         | Daniela Hantuchová   | 1:6, 6:1, 6:0    |
| 2.  | 2. August 2010   | Istanbul  | WTA International | Hartplatz         | Jelena Wesnina       | 5:7, 7:5, 6:4    |
| 3.  | 6. März 2011     | Monterrey | WTA International | Hartplatz         | Jelena Janković      | 2:6, 6:2, 6:3    |
| 4.  | 7. April 2013    | Monterrey | WTA International | Hartplatz         | Angelique Kerber     | 4:6, 6:2, 6:4    |
| 5.  | 4. Mai 2013      | Oeiras    | WTA International | Sand              | Carla Suárez Navarro | 7:5, 6:2         |
| 6.  | 2. Februar 2014  | Paris     | WTA Premier       | Hartplatz (Halle) | Sara Errani          | 3:6, 6:2, 6:3    |
| 7.  | 19. Oktober 2014 | Moskau    | WTA Premier       | Hartplatz (Halle) | Irina-Camelia Begu   | 6:4, 5:7, 6:1    |
| 8.  | 18. Oktober 2015 | Linz      | WTA International | Hartplatz (Halle) | Anna-Lena Friedsam   | 6:4, 6:3         |
| 9.  | 9. April 2017    | Monterrey | WTA International | Hartplatz         | Angelique Kerber     | 6:4, 2:6, 6:1    |
| 10. | 6. Mai 2017      | Rabat     | WTA International | Sand              | Francesca Schiavone  | 7:5, 7:5         |
| 11. | 15. Oktober 2017 | Hongkong  | WTA International | Hartplatz         | Daria Gavrilova      | 5:7, 6:3, 7:63   |
| 12. | 26. Mai 2018     | Straßburg | WTA International | Sand              | Dominika Cibulková   | 6:75, 7:63, 7:66 |

### Doppel
| Nr. | Datum           | Turnier    | Kategorie             | Belag     | Partnerin            | Finalgegnerinnen                            | Ergebnis         |
| --- | --------------- | ---------- | --------------------- | --------- | -------------------- | ------------------------------------------- | ---------------- |
| 1.  | 4. Mai 2008     | Fès        | WTA Tier IV           | Sand      | Sorana Cîrstea       | Alissa Kleibanowa Jekaterina Makarowa       | 6:2, 6:2         |
| 2.  | 8. Januar 2011  | Brisbane   | WTA International     | Hartplatz | Alissa Kleibanowa    | Klaudia Jans Alicja Rosolska                | 6:3, 7:5         |
| 3.  | 8. April 2012   | Charleston | WTA Premier           | Sand      | Lucie Šafářová       | Anabel Medina Garrigues Jaroslawa Schwedowa | 5:7, 6:4, [10:6] |
| 4.  | 11. Mai 2013    | Madrid     | WTA Premier Mandatory | Sand      | Lucie Šafářová       | Cara Black Marina Eraković                  | 6:2, 6:4         |
| 5.  | 13. Januar 2017 | Sydney     | WTA Premier           | Hartplatz | Tímea Babos          | Sania Mirza Barbora Strýcová                | 6:4, 6:4         |
| 6.  | 15. Mai 2022    | Rom        | WTA 1000              | Sand      | Weronika Kudermetowa | Gabriela Dabrowski Giuliana Olmos           | 1:6, 6:4, [10:7] |

### Mixed
| Nr. | Datum          | Turnier | Kategorie         | Belag     | Partner        | Finalgegner                  | Ergebnis           |
| --- | -------------- | ------- | ----------------- | --------- | -------------- | ---------------------------- | ------------------ |
| 1.  | 1. August 2021 | Tokio   | Olympische Spiele | Hartplatz | Andrei Rubljow | Jelena Wesnina Aslan Karazew | 6:3, 6:75, [13:11] |

## Abschneiden bei bedeutenden Turnieren

### Dameneinzel
Die Tabelle listet die Ergebnisse der Grand-Slam-Turniere, der Tour Championships, der Olympischen Spiele, des Fed Cups bzw. Billie Jean King Cups und der Turniere folgender Kategorien auf: 1990–2008: Tier I, 2009–2020: Premier Mandatory und Premier 5, ab 2021: WTA 1000.
| Turnier              | 2006 | 2007 | 2008 | 2009 | 2010 | 2011 | 2012 | 2013 | 2014 | 2015 | 2016 | 2017 | 2018 | 2019 | 2020 | 2021 | 2022 | 2023 | 2024 | 2025 | Karriere |
| -------------------- | ---- | ---- | ---- | ---- | ---- | ---- | ---- | ---- | ---- | ---- | ---- | ---- | ---- | ---- | ---- | ---- | ---- | ---- | ---- | ---- | -------- |
| Australian Open      | —    | Q3   | Q2   | 1    | 2    | 3    | 2    | 1    | 3    | 1    | 1    | VF   | 2    | VF   | VF   | 1    | 3    | 1    | 2    | VF   | 4 × VF   |
| French Open          | —    | —    | 2    | 3    | 3    | VF   | 3    | 2    | 2    | 1    | 3    | 2    | 2    | 1    | 2    | F    | —    | VF   | 2    | 1    | 1 × F    |
| Wimbledon            | —    | 1    | 3    | 2    | 3    | 2    | 2    | 1    | 1    | 2    | VF   | 1    | 1    | 1    |      | 3    | —    | —    | 2    | VF   | 2 × VF   |
| US Open              | —    | Q2   | 2    | 1    | AF   | VF   | 2    | 3    | 2    | 2    | 3    | 1    | 1    | 2    | —    | AF   | —    | 2    | 3    |      | 1 × VF   |
| WTA Finals           | —    | —    | —    | —    | —    | —    | —    | —    | —    | —    | —    | —    | —    | —    |      | —    | —    | —    | —    |      | —        |
| Doha                 |      |      | —    |      |      |      | 1    | —    | 2    |      | —    |      | 1    |      | 1    |      | —    |      | HF   | —    | 1 × HF   |
| Dubai                |      |      |      | 2    | VF   | 1    |      |      |      | 1    |      | 1    |      | 1    |      | 1    |      | 1    | 2    | 1    | 1 × VF   |
| Indian Wells         | —    | —    | —    | HF   | 3    | 3    | 2    | 2    | 3    | 3    | 2    | VF   | 2    | 2    |      | 3    | —    | —    | AF   | —    | 1 × HF   |
| Miami                | —    | —    | —    | 2    | AF   | AF   | 2    | 2    | 2    | 2    | 2    | 3    | 3    | 2    |      | —    | —    | —    | 3    | 1    | 2 × AF   |
| Charleston           | —    | —    | —    |      |      |      |      |      |      |      |      |      |      |      |      |      |      |      |      |      | —        |
| Rom                  | —    | —    | —    | —    | 1    | AF   | 2    | 1    | 1    | 2    | 1    | AF   | 1    | 1    | 2    | —    | 1    | 2    | 2    | 2    | 2 × AF   |
| Madrid               |      |      |      | 1    | 2    | VF   | 2    | 1    | AF   | AF   | AF   | 1    | 1    | 1    |      | HF   | 1    | 2    | 3    | 1    | 1 × HF   |
| Berlin               | —    | —    | —    |      |      |      |      |      |      |      |      |      |      |      |      |      |      |      |      |      | —        |
| San Diego            | —    | —    |      |      |      |      |      |      |      |      |      |      |      |      |      |      |      |      |      |      | —        |
| Cincinnati           |      |      |      | Q2   | HF   | 1    | VF   | 1    | AF   | VF   | AF   | 1    | 2    | Q1   | —    | —    | —    | 1    | VF   | 2    | 1 × HF   |
| Kanada               | —    | —    | —    | Q1   | 1    | 1    | 1    | 2    | 1    | —    | VF   | 2    | 2    | 2    |      | 2    | —    | —    | 2    | 2    | 1 × VF   |
| Tokio                | —    | —    | —    | AF   | AF   | 2    | 2    | 1    |      |      |      |      |      |      |      |      |      |      |      |      | 2 × AF   |
| Wuhan                |      |      |      |      |      |      |      |      | 2    | 2    | 1    | 1    | VF   | 1    |      |      |      |      | —    |      | 1 × VF   |
| Zürich               | —    | —    |      |      |      |      |      |      |      |      |      |      |      |      |      |      |      |      |      |      | —        |
| Peking               |      |      |      | VF   | 1    | VF   | 1    | 1    | 1    | VF   | 1    | 2    | 1    | 2    |      |      |      | 2    | —    |      | 3 × VF   |
| Moskau               | 1    | Q1   | —    |      |      |      |      |      |      |      |      |      |      |      |      |      |      |      |      |      | 1 × 1R   |
| Guadalajara          |      |      |      |      |      |      |      |      |      |      |      |      |      |      |      |      | —    | —    |      |      | —        |
| Olympische Spiele    |      |      | —    |      |      |      | —    |      |      |      | 2    |      |      |      | VF   |      |      |      | —    |      | 1 × VF   |
| Billie Jean King Cup | —    | —    | —    | HF   | —    | F    | HF   | F    | —    | F    | —    | PO   | W2   | W2   | S    | S    | —    |      |      |      | 1 × S    |

Zeichenerklärung: S = Turniersieg; F, HF, VF, AF = Einzug ins Finale, Halb-, Viertel-, Achtelfinale; 1, 2, 3 = Ausscheiden in der 1., 2., 3. Haupt- / Finalrunde; Q1, Q2, Q3 = Ausscheiden in der 1., 2. 3. Qualifikationsrunde; RR = Round Robin (Gruppenphase); nicht ausgetragen oder andere Kategorie; PO (Playoff), P2 = Auf-/Abstiegsrunde zur Weltgruppe I/II im Fed Cup; W2, K1, K2, K3 = Teilnahme in der Weltgruppe II, Kontinentalgruppe I, II, III im Fed Cup.

### Doppel
Die Tabelle listet die Ergebnisse der Grand-Slam-Turniere, der Tour Championships, der Olympischen Spiele, des Fed Cups bzw Billie Jean King Cups und der Turniere folgender Kategorien auf: 1990–2008: Tier I, 2009–2020: Premier Mandatory und Premier 5, ab 2021: WTA 1000.
| Turnier              | 2006 | 2007 | 2008 | 2009 | 2010 | 2011 | 2012 | 2013 | 2014 | 2015 | 2016 | 2017 | 2018 | 2019 | 2020 | 2021 | 2022 | 2023 | 2024 | 2025 | Karriere |
| -------------------- | ---- | ---- | ---- | ---- | ---- | ---- | ---- | ---- | ---- | ---- | ---- | ---- | ---- | ---- | ---- | ---- | ---- | ---- | ---- | ---- | -------- |
| Australian Open      | —    | —    | —    | 1    | 1    | 1    | 1    | VF   | 1    | AF   | AF   | AF   | 1    | 1    | —    | 1    | —    | AF   | 2    | —    | 1 × VF   |
| French Open          | —    | —    | —    | AF   | 1    | 2    | 1    | VF   | 2    | 2    | —    | AF   | 2    | 1    | 2    | VF   | —    | —    | 1    | 2    | 2 × VF   |
| Wimbledon            | —    | —    | —    | 2    | AF   | 1    | 1    | 1    | VF   | AF   | —    | —    | 1    | —    |      | 1    | —    | —    | —    | —    | 1 × VF   |
| US Open              | —    | —    | 1    | 1    | 2    | 2    | 1    | AF   | 2    | VF   | —    | AF   | VF   | AF   | —    | —    | —    | 1    | AF   |      | 2 × VF   |
| WTA Finals           | —    | —    | —    | —    | —    | —    | —    | —    | —    | —    | —    | —    | —    | —    |      | —    | —    | —    | —    |      | —        |
| Doha                 |      |      | —    |      |      |      | AF   | —    | HF   |      | —    |      | AF   |      | —    |      | —    |      | —    | —    | 1 × HF   |
| Dubai                |      |      |      | —    | 1    | —    |      |      |      | HF   |      | 1    |      | —    |      | 1    |      | AF   | —    | —    | 1 × HF   |
| Indian Wells         | —    | —    | —    | —    | —    | VF   | —    | 1    | AF   | AF   | 1    | 1    | 1    | 1    |      | —    | —    | —    | —    | —    | 1 × VF   |
| Miami                | —    | —    | —    | AF   | —    | 1    | VF   | AF   | AF   | AF   | 1    | AF   | 1    | 1    |      | —    | —    | —    | —    | —    | 1 × VF   |
| Charleston           | —    | —    | —    |      |      |      |      |      |      |      |      |      |      |      |      |      |      |      |      |      | —        |
| Rom                  | —    | —    | —    | —    | VF   | —    | —    | —    | —    | HF   | 1    | 1    | —    | AF   | —    | —    | S    | 1    | —    | —    | 1 × S    |
| Madrid               |      |      |      | —    | —    | —    | AF   | S    | VF   | AF   | VF   | 1    | AF   | 1    |      | HF   | —    | AF   | HF   | —    | 1 × S    |
| Berlin               | —    | —    | —    |      |      |      |      |      |      |      |      |      |      |      |      |      |      |      |      |      | —        |
| San Diego            | —    | —    |      |      |      |      |      |      |      |      |      |      |      |      |      |      |      |      |      |      | —        |
| Cincinnati           |      |      |      | —    | 2    | —    | —    | AF   | VF   | AF   | —    | AF   | HF   | —    | —    | —    | —    | VF   | 1    | —    | 1 × HF   |
| Kanada               | —    | —    | —    | —    | —    | 1    | AF   | 1    | AF   | 1    | 1    | 1    | 1    | —    |      | —    | —    | —    | —    | —    | 2 × AF   |
| Tokio                | —    | —    | —    | —    | —    | —    | VF   | 1    |      |      |      |      |      |      |      |      |      |      |      |      | 1 × VF   |
| Wuhan                |      |      |      |      |      |      |      |      | 1    | —    | —    | 1    | HF   | —    |      |      |      |      | —    |      | 1 × HF   |
| Zürich               | —    | —    |      |      |      |      |      |      |      |      |      |      |      |      |      |      |      |      |      |      | —        |
| Peking               |      |      |      | VF   | —    | VF   | —    | AF   | HF   | AF   | —    | —    | AF   | —    |      |      |      | —    | —    |      | 1 × HF   |
| Moskau               | VF   | —    | —    |      |      |      |      |      |      |      |      |      |      |      |      |      |      |      |      |      | 1 × VF   |
| Guadalajara          |      |      |      |      |      |      |      |      |      |      |      |      |      |      |      |      | —    | —    |      |      | —        |
| Olympische Spiele    |      |      | —    |      |      |      | —    |      |      |      | —    |      |      |      | —    |      |      |      | —    |      | —        |
| Billie Jean King Cup | —    | —    | —    | HF   | HF   | F    | HF   | —    | —    | F    | —    | —    | —    | —    | —    | —    | —    | —    |      |      | 2 × F    |

Zeichenerklärung: S = Turniersieg; F, HF, VF, AF = Einzug ins Finale, Halb-, Viertel-, Achtelfinale; 1, 2, 3 = Ausscheiden in der 1., 2., 3. Haupt- / Finalrunde; Q1, Q2, Q3 = Ausscheiden in der 1., 2. 3. Qualifikationsrunde; KF (kleines Finale) = unterlegen im Spiel um Platz drei; RR = Round Robin (Gruppenphase); nicht ausgetragen oder andere Kategorie; PO (Playoff), P2 = Auf-/Abstiegsrunde zur Weltgruppe I/II im Fed Cup; W2, K1, K2, K3 = Teilnahme in der Weltgruppe II, Kontinentalgruppe I, II, III im Fed Cup.

### Mixed
| Turnier         | 2010 | 2011 | 2012 | 2013 | 2014 | 2015 | 2016 | 2017 | 2018 | 2019 | 2020 | 2021 | Karriere |
| --------------- | ---- | ---- | ---- | ---- | ---- | ---- | ---- | ---- | ---- | ---- | ---- | ---- | -------- |
| Australian Open | —    | —    | 1    | —    | —    | —    | 1    | —    | —    | —    | —    | —    | 1        |
| French Open     | 1    | —    | —    | —    | —    | 1    | —    | —    | —    | —    |      | —    | 1        |
| Wimbledon       | 1    | —    | —    | —    | —    | —    | —    | —    | —    | 1    |      | 1    | 1        |
| US Open         | —    | —    | —    | —    | —    | —    | —    | —    | —    | —    |      | —    | —        |

### Juniorinneneinzel
| Turnier         | 2005 | 2006 | 2007 | 2008 | Karriere |
| --------------- | ---- | ---- | ---- | ---- | -------- |
| Australian Open | —    | S    | S    | VF   | S        |
| French Open     | 1    | F    | HF   | —    | F        |
| Wimbledon       | 1    | 1    | VF   | —    | VF       |
| US Open         | 1    | S    | VF   | —    | S        |

### Juniorinnendoppel
| Turnier         | 2005 | 2006 | 2007 | 2008 | Karriere |
| --------------- | ---- | ---- | ---- | ---- | -------- |
| Australian Open | —    | S    | —    | S    | S        |
| French Open     | AF   | S    | —    | —    | S        |
| Wimbledon       | VF   | S    | S    | —    | S        |
| US Open         | 2    | F    | 2    | —    | F        |